# John Hubert Hall
John Hubert Hall, född 7 februari 1899 i Portland, Oregon, död 14 november 1970 i Newport, Oregon, var en amerikansk republikansk politiker. Han var Oregons guvernör 1947–1949.
Hall tjänstgjorde i USA:s flotta i första världskriget. Efter kriget avlade han kandidatexamen vid Oregon State College (numera Oregon State University) och studerade sedan juridik vid Northwestern College of Law (numera del av Lewis & Clark College) i Portland. Därefter arbetade han som advokat i Oregon.
Guvernör Earl Snell avled 1947 i ämbetet och efterträddes av Hall. År 1949 efterträddes han sedan av Douglas McKay. Orsaken till att Hall tillträdde som guvernör var att han var nummer fyra i successionordningen i en situation där de föregående hade omkommit i en flygolycka tillsammans med guvernör Snell. Hall var gift två gånger.